# Теллеф Ваґле
Теллеф Ваґле (норв. Tellef Wagle, 16 липня 1883 — 2 грудня 1957) — норвезький яхтсмен.
Олімпійський чемпіон 1920 року в класі 8 метрів (за правилами 1907 року).